# Aeroporti in Botswana
Lista di aeroporti in Botswana, ordinata per località.
Nota: Sono riportati solamente gli aeroporti inclusi nelle liste dei codici aeroportuali IATA e/o ICAO.

## Aeroporti
| Aeroporto                                  | Città servita     | Distretto        | ICAO             | IATA             | Coordinate                | Tipologia      |
| Aeroporti civili                           | Aeroporti civili  | Aeroporti civili | Aeroporti civili | Aeroporti civili | Aeroporti civili          |                |
| ------------------------------------------ | ----------------- | ---------------- | ---------------- | ---------------- | ------------------------- | -------------- |
| Aeroporto di Francistown                   | Francistown       | Nordorientale    | FBFT             | FRW              | 21°09′36″S 27°28′30″E     | Internazionale |
| Aeroporto di Ghanzi                        | Ghanzi            | Ghanzi           | FBGZ             | GNZ              | 21°41′31.2″S 21°39′28.8″E |                |
| Aeroporto di Gumare                        | Gumare            | Nordoccidentale  | FBGM             |                  | 19°22′01.2″S 22°10′01.2″E |                |
| Aeroporto di Hukuntsi                      | Hukuntsi          | Kgalagadi        |                  | HUK              | 23°59′24″S 21°45′28.8″E   |                |
| Aeroporto di Kang                          | Kang              | Kgalagadi        | FBKG             |                  | 23°40′58.8″S 22°49′01.2″E |                |
| Aeroporto di Kanye                         | Kanye             | Meridionale      | FBKY             |                  | 25°03′00″S 25°19′01.2″E   |                |
| Aeroporto di Kasane                        | Kasane            | Nordoccidentale  | FBKE             | BBK              | 17°49′58.8″S 25°09′43.2″E | Internazionale |
| Aeroporto di Khwai River                   | Khwai River Lodge | Nordoccidentale  | FBKR             | KHW              | 19°09′00″S 23°46′58.8″E   |                |
| Aeroporto di Machaneng                     | Machaneng         | Centrale         | FBMG             |                  | 23°10′58.8″S 27°28′01.2″E |                |
| Aeroporto di Makalamabedi                  | Makalamabedi      | Nordoccidentale  | FBMM             |                  | 20°19′58.8″S 23°52′58.8″E |                |
| Aeroporto di Maun                          | Maun              | Nordoccidentale  | FBMN             | MUB              | 19°58′22.8″S 23°25′51.6″E | Internazionale |
| Aeroporto di Molepolole                    | Molepolole        | Kweneng          | FBML             |                  | 24°23′20.4″S 25°29′56.4″E |                |
| Aeroporto di Nata                          | Nata              | Centrale         | FBNT             |                  | 20°12′57.6″S 26°09′32.4″E |                |
| Aeroporto di Nokaneng                      | Nokaneng          | Nordoccidentale  | FBNN             |                  | 19°20′20.4″S 22°09′14.4″E |                |
| Aeroporto di Okwa Camp One                 | Okwa              | Ghanzi           | FBOK             |                  | 23°04′58.8″S 21°52′58.8″E |                |
| Aeroporto di Palapye                       | Palapye           | Centrale         | FBPY             | QPH              | 22°34′01.2″S 27°09′00″E   |                |
| Aeroporto di Rakops                        | Rakops            | Centrale         | FBRK             |                  | 21°00′00″S 24°19′58.8″E   |                |
| Aeroporto di Savuti                        | Savuti            | Nordoccidentale  | FBSV             | SVT              | 18°31′15.6″S 24°04′37.2″E |                |
| Aeroporto di Selebi-Phikwe                 | Selebi-Phikwe     | Centrale         | FBSP             | PKW              | 22°03′26″S 27°49′37″E     |                |
| Aeroporto di Serowe                        | Serowe            | Centrale         | FBSR             |                  | 22°25′22.8″S 26°45′25.2″E |                |
| Aeroporto di Shakawe                       | Shakawe           | Nordoccidentale  | FBSW             | SWX              | 18°22′26.4″S 21°49′58.8″E |                |
| Aeroporto Internazionale Sir Seretse Khama | Gaborone          | Sudorientale     | FBSK             | GBE              | 24°33′18″S 25°55′04.8″E   | Internazionale |
| Aeroporto di Tshabong                      | Tshabong          | Kgalagadi        | FBTS             | TBY              | 26°01′58.8″S 22°24′00″E   |                |
| Aeroporto di Tshane                        | Tshane            | Kgalagadi        | FBTE             |                  | 24°01′01.2″S 21°52′58.8″E |                |
| Aeroporto di Xugana                        | Xugana            | Nordoccidentale  | FBXG             |                  | 19°03′00″S 23°05′24″E     |                |
| Aeroporti privati                          |                   |                  |                  |                  |                           |                |
| Aeroporto di Camp Okavango                 | Camp Okavango     | Nordoccidentale  | FBCO             |                  | 19°07′01.2″S 23°06′00″E   |                |
| Aeroporto di Jwaneng                       | Jwaneng           | Meridionale      | FBJW             | JWA              | 24°36′07.2″S 24°41′27.6″E |                |
| Aeroporto di Lobatse                       | Lobatse           | Sudorientale     | FBLO             | LOQ              | 25°11′22.1″S 25°40′56.2″E |                |
| Aeroporto di Orapa                         | Orapa             | Centrale         | FBOR             | ORP              | 21°16′01.2″S 25°19′01.2″E |                |
| Aeroporto di Pandamatenga                  | Pandamatenga      | Nordoccidentale  | FBPA             |                  | 18°31′53″S 25°39′07.1″E   |                |
| Aeroporto di Sua Pan                       | Sowa Town         | Centrale         | FBSN             | SXN              | 20°33′10.8″S 26°06′57.6″E |                |
| Aeroporto di Thebephatshwa                 | Thebephatshwa     | Kweneng          | FBTP             |                  | Template:Smaller          |                |
| Aeroporto di Tuli Lodge                    | Tuli Lodge        | Centrale         | FBTL             | TLD              | 22°10′58.8″S 29°07′01.2″E |                |
| Aeroporto di Xaxaba                        | Xaxaba            | Nordoccidentale  | FBXB             |                  | 19°33′03.6″S 23°03′18″E   |                |
| Aeroporto di Xudum                         | Xudum             | Nordorientale    | FBXX             |                  | 19°41′00.8″S 22°52′19.4″E |                |
| Aeroporti Militari                         |                   |                  |                  |                  |                           |                |
| Francistown Air Base                       | Francistown       | Nordorientale    | FBFT             | FRW              | 21°09′36″S 27°28′30″E     |                |